# Trận Djahy
Trận Djahy là một trận chiến lớn giữa quân đội đế quốc Ai Cập do vua Ramesses III chỉ huy với lực lượng của các hải nhân xâm lược Ai Cập, diễn ra vào năm trị vì thứ 8 của vua Ramesses III (khoảng năm 1178 TCN). Nơi diễn ra trận đánh nằm ở khu vực gần Djahy, địa danh nằm ở Liban ngày nay và là nơi nằm ở biên cương xa nhất về phía Đông của Ai Cập. Trong trận đánh này, quân đội Ai Cập do vua Ramesses III chỉ huy đã đánh tan tác lực lượng của các Hải nhân và chặn đứng mũi xâm lăng của họ ở hướng này. Phần lớn các tài liệu về trận Djahy nằm trên các phù điêu và dòng chữ khắc ở đền thờ của Ramesses III tại Medinet Habu. Diễn biến trận đánh và số tù binh bắt được được miêu tả chi tiết trên các phù điêu và dòng chữ trên tường của đền thờ.